# أمة الوحيد
أمة الوحيد،(ت 377 هـ)، فقيهة شافعية ومفتية ومعلمة الحديث (صحيح البخاري) في بغداد.

## سيرة
كانت معلمًا معروفًا للقرآن ، وقادرةً على إصدار أحكام قانونية (فتاوى). اشتهرت بحضورها في أحكام الشريعة التي أصدرها أبو علي أبو هريرة. قام العلماء بنسخ أحاديثها ونقلها بناءً على سلطتها وحدها. أمة الوحيد - بالإضافة إلى امرأة أخرى ، أم عيسى بنت إبراهيم الحربي - كانتا مفتيتان في بغداد في ذلك الوقت. واعتبرت أمة الوحيد صدقاتها الكريمة للفقراء. كانت أمة الوحيد ابنة الفقيه البارز المحاملي. تلقت من قبل والدها والعديد من الأساتذة ، وحفظت القرآن في سن مبكرة ، وتمكنت من إتقان الأدب والقواعد العربية. لديها ابن واحد ، أبو الحسين ، الذي اتبع ممارسات والدته وأصبح قاضيًا.